# Valle del Yaqui
Valle del Yaqui är en dal i Mexiko.   Den ligger i delstaten Sonora, i den västra delen av landet, 1 400 km nordväst om huvudstaden Mexico City.